# Spelaeobochica mahnerti
Espèce
Spelaeobochica mahnerti est une espèce de pseudoscorpions de la famille des Bochicidae.

## Distribution
Cette espèce est endémique du Minas Gerais au Brésil. Elle se rencontre à Monjolos dans la grotte Gruta Velha Nova.

## Étymologie
Cette espèce est nommée en l'honneur de Volker Mahnert.

## Publication originale
- Viana & Ferreira, 2020 : Spelaeobochica mahnerti, a new cave-dwelling pseudoscorpion from Brazil (Arachnida: Pseudoscorpiones: Bochicidae), with comments on the troglomorphism of the Brazilian bochicid species. Zootaxa, no 4731 (1), p. 134-144.